# Trigonia rotundifolia
Trigonia rotundifolia är en tvåhjärtbladig växtart som beskrevs av E. Lleras. Trigonia rotundifolia ingår i släktet Trigonia och familjen Trigoniaceae. Inga underarter finns listade i Catalogue of Life.